# Coppa KOVO 2016 (femminile)
La Coppa KOVO 2016 si è svolta dal 23 settembre al 3 ottobre 2016: al torneo hanno partecipato 6 squadre di club sudcoreane; la vittoria finale è andata per la terza volta, la seconda consecutiva, alle IBK Altos.

## Regolamento
La competizione vede le 6 squadre provenienti dalla V-League divise in due gironi da 3 squadre ciascuno, al termine dei quali le prime due classificate dei due gironi si incrociano in semifinale, con le vincitrici che si affrontano nella finale in gara unica.

## Squadre partecipanti
| Girone A          | Girone B          |
| ----------------- | ----------------- |
| KGC Ginseng       | GS Caltex Seoul   |
| Gyeongbuk Hi-Pass | Pink Spiders      |
| IBK Altos         | Hyundai Hillstate |

## Torneo

### Fase a gironi

#### Gruppo A

##### Risultati
| 24 settembre 2016 Cheongju Gymnasium, Cheongju Durata: 2h:02 - Spettatori: 3 446 | IBK Altos         | 3 - 1 | Gyeongbuk Hi-Pass | 25-22, 23-25, 25-16, 27-25       |
| 27 settembre 2016 Cheongju Gymnasium, Cheongju Durata: 1h:48 - Spettatori: 632   | KGC Ginseng       | 1 - 3 | IBK Altos         | 25-22, 21-25, 19-25, 17-25       |
| 30 settembre 2016 Cheongju Gymnasium, Cheongju Durata: 1h:56 - Spettatori: 879   | Gyeongbuk Hi-Pass | 2 - 3 | KGC Ginseng       | 25-17, 25-19, 21-25, 15-25, 5-15 |

##### Classifica
| Pos | Squadra           | Pt | G | V | P | SV | SP | Ratio | PF | PS | Ratio |
| --- | ----------------- | -- | - | - | - | -- | -- | ----- | -- | -- | ----- |
| 1   | IBK Altos         | 2  | 2 | 2 | 0 | 6  | 2  | 3.000 | -  | -  | 1.159 |
| 2   | KGC Ginseng       | 1  | 2 | 1 | 1 | 4  | 5  | 0.800 | -  | -  | 0.973 |
| 3   | Gyeongbuk Hi-Pass | 0  | 2 | 0 | 2 | 3  | 6  | 0.500 | -  | -  | 0.891 |

#### Gruppo B

##### Risultati
| 23 settembre 2016 Cheongju Gymnasium, Cheongju Durata: 2h:01 - Spettatori: 1 020 | Hyundai Hillstate | 3 - 2 | GS Caltex Seoul   | 17-25, 25-18, 18-25, 25-22, 15-12 |
| 26 settembre 2016 Cheongju Gymnasium, Cheongju Durata: 1h55: - Spettatori: 896   | Pink Spiders      | 1 - 3 | Hyundai Hillstate | 25-17, 24-26, 15-25, 29-31        |
| 29 settembre 2016 Cheongju Gymnasium, Cheongju Durata: 1h:44 - Spettatori: 928   | GS Caltex Seoul   | 3 - 1 | Pink Spiders      | 25-23, 16-25, 25-23, 25-21        |

##### Classifica
| Pos | Squadra           | Pt | G | V | P | SV | SP | Ratio | PF | PS | Ratio |
| --- | ----------------- | -- | - | - | - | -- | -- | ----- | -- | -- | ----- |
| 1   | Hyundai Hillstate | 2  | 2 | 2 | 0 | 6  | 3  | 2.000 | -  | -  | 1.021 |
| 2   | GS Caltex Seoul   | 1  | 2 | 1 | 1 | 5  | 4  | 1.250 | -  | -  | 1.005 |
| 3   | Pink Spiders      | 0  | 2 | 0 | 2 | 2  | 6  | 0.333 | -  | -  | 0.974 |

### Fase finale
|  | Semifinali        | Semifinali        | Semifinali  |             |           | Finale    | Finale | Finale |  |
|  |                   |                   |             |             |           |           |        |        |  |
|  | IBK Altos         | IBK Altos         | 3           |             |           |           |        |        |  |
|  | IBK Altos         | IBK Altos         | 3           |             |           |           |        |        |  |
|  | GS Caltex Seoul   | GS Caltex Seoul   | 1           |             |           |           |        |        |  |
|  | GS Caltex Seoul   | GS Caltex Seoul   | 1           |             | IBK Altos | IBK Altos | 3      |        |  |
|  |                   |                   |             |             | IBK Altos | IBK Altos | 3      |        |  |
|  |                   |                   | KGC Ginseng | KGC Ginseng | 0         |           |        |        |  |
|  | Hyundai Hillstate | Hyundai Hillstate | KGC Ginseng | KGC Ginseng | 0         | 1         |        |        |  |
|  | Hyundai Hillstate | Hyundai Hillstate |             |             |           |           |        |        |  |
|  | KGC Ginseng       | KGC Ginseng       | 3           |             |           |           |        |        |  |

#### Semifinali
| 1º ottobre 2016 Cheongju Gymnasium, Cheongju Durata: 1h:43 - Spettatori: 2 466 | IBK Altos         | 3 - 1 | GS Caltex Seoul | 25-22, 17-25, 25-10, 25-19 |
| 2 ottobre 2016 Cheongju Gymnasium, Cheongju Durata: 1h:47 - Spettatori: 4 145  | Hyundai Hillstate | 1 - 3 | KGC Ginseng     | 23-25, 25-18, 18-25, 23-25 |

#### Finale
| 3 ottobre 2016 Cheongju Gymnasium, Cheongju Durata: 1h:19 - Spettatori: 4 235 | IBK Altos | 3 - 0 | KGC Ginseng | 25-21, 25-19, 25-16 |

## Premi individuali
| Premio                 | Giocatore     | Squadra     |
| ---------------------- | ------------- | ----------- |
| MVP                    | Park Jeong-ah | IBK Altos   |
| Most Impressive Player | Han Soo-ji    | KGC Ginseng |